# Thiên hoàng Saga
Thiên hoàng Tha Nga (嵯峨天皇 (Tha Nga Thiên hoàng) Saga-tennō, 3 tháng 10 năm 786 – 24 tháng 8 năm 842) là Thiên hoàng thứ 52 theo truyền thống thứ tự kế thừa truyền thống Nhật Bản. Triều đại của Saga kéo dài từ năm 809 đến năm 823.

## Tường thuật truyền thống
Saga là con trai thứ hai của Thiên hoàng Hoàn Vũ và Fujiwara no Otomuro. Tên thật của ông là hoàng tử Kamino. Theo các tài liệu ghi chép, Saga là một nhà thư pháp (viết chữ đẹp trên giấy, vải mịn...) và là một nhà thơ hoàng gia đầu tiên. Theo truyền thuyết, ông là vị Thiên hoàng Nhật Bản đầu tiên biết uống trà.

## Lên ngôi
Năm 806, hoàng tử Kamino lên làm Thái tử ở tuổi 21, lúc đó người anh cả là Thiên hoàng Bình Thành vừa lên ngôi được vài tháng.
Ngày 17/6/809, Thiên hoàng Bình Thành ngã bệnh và thoái vị. Kamino lên ngôi, lấy hiệu Thiên hoàng Saga. Ông dùng lại niên hiệu cũ của anh mình, đặt làm niên hiệu Daido nguyên niên. Cùng năm 809, vua Bột Hải Khang Vương của vương quốc Bột Hải có các hoạt động thương mại với Nhật Bản và cũng thường xuyên cử sứ thần sang Nhật Bản.
Năm 810, Thiên hoàng Saga đặt ra chức quan mới là kurôdo no to (tàng nhân đầu) để trông coi những việc cơ mật trong cung. Trước sau ông đã cử Fujiwara no Fuyutsugu và Kose no Notari vào địa vị trọng yếu ấy. Ông lại đặt ra chức Kebiishi (kiểm phi vi sứ = kẻ kiểm soát việc phạm pháp) như trách nhiệm cảnh sát công an để giữ an ninh và bảo vệ luật pháp trong vùng kinh đô.Những quan chức bổ nhiệm theo các quy định mới sau thời ritsuryô (luật lệnh) này được gọi là ryôge no kan hay "quan ngoài lệnh".
Giữa năm 810, bà Fujiwara no Kusuko (Đằng Nguyên Dược Tử), một nữ quan được Thái thượng hoàng Heizei sủng ái, đã mưu với người anh là Fujiwara no Nakanari (Đằng Nguyên Trọng Thành) làm cuộc đảo chánh, cướp chính quyền từ người nối ngôi ông là Thiên hoàng Saga để phục vị cho Heizei.Sau thất bại, Kusuko uống thuốc độc tự sát còn Nakanari bị quân đội trung thành với vương thất sát hại.
Cũng trong thời Saga, nhà nước cho sưu tập những điều lệnh rời rạc rồi thống nhất chúng và biên soạn một quyển sách có tên là Ryô no gige (Lệnh nghĩa giải) để thuyết minh. Quyển Ryô no gige nói trên - sách chú thích luật lệ của nhà nước (quan soạn) - đã do một người tên là Kiyohara no Hatsuno (Thanh Nguyên Hạ Dã) viết ra. Ngoài ra còn có loại sách chú thích có tính cách tư nhân (tư soạn) như Ryô no shuuge (Lệnh tập giải). Sách này ra đời chậm hơn (hậu bán thế kỷ thứ 9), tác giả là Koremune no Naomoto (Duy Tông Trực Bản).
Với người dân Nhật, Thiên hoàng ra sắc lệnh cấm tiêu thụ thịt trừ cá và các loài chim và bãi bỏ hình phạt tử hình trong năm 818. Đây vẫn là thói quen ăn uống của Nhật Bản tồn tại đến sự ra đời của chế độ ăn uống kiểu châu Âu trong thế kỷ XIX.
Thiên hoàng Saga đóng một vai trò quan trọng như là một người ủng hộ mạnh mẽ Phật giáo. Ông cho phép đại sư Kukai thành lập phái Phật giáo Shingon bằng cách cấp cho ông ngôi chùa Toji ở thủ đô Heian-kyō (hiện nay là Kyoto). Ngoài ra ông cũng là một nhà thư pháp nổi tiếng. Ông cùng với sư Kukai, đại thần Tachibana no Hayanari đều viết chữ đẹp, được người đời xưng tụng là sanpitsu (tam bút).
Từ năm 818, vua Bột Hải Tuyên Vương của vương quốc Bột Hải nhiều lần cử sứ thần sang Nhật Bản nhằm thiết lập quan hệ ngoại giao cũng như các tuyến thương mại. Các sứ thần Bột Hải giành được sự công nhận thiện chí tại Nhật Bản mặc dù Nhật Bản có cảnh báo Bột Hải rằng cần hạn chế các phái đoàn vì chúng mang đến gánh nặng tiếp đón. Tuyến thương mại Bột Hải - Nhật Bản qua Biển Nhật Bản trở thành một trong những tuyến thương mại quan trọng nhất của Nhật Bản, khiến cho Bột Hải trở thành một trong những đối tác thương mại quan trọng nhất của Nhật Bản.
Năm 821 thương nhân Tân La là Trương Bảo Cao từ Dương Châu nhà Đường (đời vua Đường Mục Tông) sang Nhật Bản (đời Thiên hoàng Saga) để làm mối buôn bán giữa thương gia Tân La và Nhật Bản. Lúc đầu họ bị người Nhật giữ lại nhưng Trương Bảo Cao chủ trương sửa tàu cho quan lại người Nhật và được vị quan này cho buôn bán ở Nhật. Trương Bảo Cao bước đầu mở ra con đường buôn bán trên biển giữa nhà Đường, Tân La và Nhật Bản.
Ngày 23/5/823 (cuối niên hiệu Konin, 810 - 823), Thiên hoàng Saga thoái vị, nhường ngôi cho em trai là Thiên hoàng Junna. Ông mất ngày 24/8/842 (niên hiệu Jowa thứ 9, ngày 15 tháng 7), thọ 57 tuổi.

## Gia đình
Thiên hoàng Saga có 49 đứa con và ít nhất 30 bà vợ khác nhau. Nhiều đứa nhỏ đã được ban họ Minamoto, do đó chúng không còn tư cách tranh đoạt Hoàng vị nữa.
Hoàng hậu: Tachibana no Kachiko (橘嘉智子; 786 - 850), còn được gọi là Hoàng hậu Danrin (檀林 Danrin-Kogo ?), Con gái của Tachibana no Kiyotomo (橘清友) [18]
- Thân vương Masara (正良親王; 810 - 850), Thiên hoàng Ninmyō
- Nội Thân vương Masako (正子内親王; 810 - 879), kết hôn với Thiên hoàng Junna
- Nội Thân vương Hideko (秀子内 親王; ? - 850)
- Thân vương Hidera (秀良親王; 817 - 895)
- Nội Thân vương Toshiko (俊子内親王; ?  - 826)
- Nội Thân vương Yoshiko (芳子 内 親王; ? - 839)
- Nội Thân vương Shigeko (繁子内親王; ? - 851)

Phi tần (phế truất): Nội Thân vương Takatsu (高津内親王; ? - 841) (), con gái của Thiên hoàng Kanmu
- Thân vương Nariyoshi (業良親王; ? - 868)
- Nội Thân vương Nariko (業子内親王; ? - 815)

Phi tần: Tajihi no Takako (多治比高子; 787 - 825), con gái của Tajihi no Ujimori (多治比氏守)
Phu nhân: Fujiwara no Onatsu (藤原緒夏; ? - 855), con gái của Fujiwara no Uchimaro (藤原内麻呂)
Nữ ngự: Ōhara no Kiyoko (大原浄子; ? – 841), con gái của Ohara no Yakatsugu (大原家継)
- Nội Thân vương Ninshi (仁子内親王; ? - 889), 15 Saiō ở Ise Shrine 809 - 823

Nữ ngự: Công chúa Katano (交野女王), con gái của Hoàng tử Yamaguchi (山口王)
- Nội Thân vương Uchiko (有智子内親王; 807 - 847), 1 Saiin ở Kamo Shrine 810 - 831

Nữ ngự: Kudara no Kimyō (百済貴命; ? - 851), con gái của Kudara no Shuntetsu (百済俊哲)
- Thân vương Motora (基良親王; ? - 831)
- Thân vương Tadara (忠良 親王; 819 - 876)
- Nội Thân vương Motoko (基子内親王; ? - 831)

Canh y: Iidaka no Yakatoji (飯高宅刀自)
- Minamoto no Tokiwa (源常; 812 - 854)
- Minamoto no Akira (源明; 814 - 852/853)

Canh y: Akishino no Koko (秋篠高子/康子), con gái của Akishino no Yasuhito (秋篠安人)
- Minamoto no Kiyoshi (源清)

Canh y: Yamada no Chikako (山田近子)
- Minamoto no Hiraku (?) (源啓; 829 - 869)
- Minamoto no Mituhime (源密姫)

Nữ ngự (Naishi-no-kami): Kudara no Kyomyō (百済慶命; ? - 849), con gái của Kudara no Kyōshun (百済教俊)
- Minamoto no Yoshihime (源善姫; 814 - ?)
- Minamoto no Sadamu (源定; 815-863)
- Minamoto no Wakahime (源若姫)
- Minamoto no Shizumu (?) (源鎮; 824 - 881)

Nữ ngự: Takashina no Kawako (高階河子), con gái của Takashina no Kiyoshina (高階浄階)
- Nội Thân vương Soshi (宗子内親王; ? - 854)

Nữ ngự: Fun'ya no Fumiko (文屋文子), con gái của Fun'ya no Kugamaro (文屋久賀麻呂)
- Nội Thân vương Junshi (純子内親王; ? - 863)
- Nội Thân vương Seishi (斉子内親王; ? - 853), kết hôn với Hoàng tử Fujii (con trai của Thiên hoàng Kammu)
- Hoàng tử Atsushi (淳王)

Nữ ngự: Một con gái của Hiroi no Otona (広井弟名の娘)
- Minamoto no Makoto (源信; 810 - 869)

Nữ ngự: Fuse no Musashiko (布勢武蔵子)
- Minamoto no Sadahime (源貞姫; 810 - 880)
- Minamoto no Hashihime (源端姫)

Nữ ngự: Con gái của dòng họ Kamitsukeno (上毛野氏の娘)
- Minamoto no Hiromu (源弘; 812 - 863)

Nữ ngự (Nyoju): Con gái của Taima no Osadamaro (当麻治田麻呂の娘)
- Minamoto no Kiyohime (源潔姫; 809 - 856), kết hôn với Fujiwara no Yoshifusa (藤原良房)
- Minamoto no Matahime (源全姫; 812 - 882), Naishi-no-kami (尚侍)

Nữ ngự: Một con gái của ông Abe no Yanatsu (安部楊津の娘)
- Minamoto no Yutaka (?) (源寛; 813 - 876)

Nữ ngự: Kasa no Tsugiko (笠継子), con gái của Kasa no Nakamori (笠仲守)
- Minamoto no Ikeru (源生; 821 - 872)

Nữ ngự: Một con gái của Tanaka tộc (田中氏の娘)
- Minamoto no Sumu (?) (源澄)

Nữ ngự: Một con gái của Awata tộc (粟田氏の娘)
- Minamoto no Yasushi (源安; 822 - 853)

Nữ ngự: Ohara no Matako (大原全子), con gái của Ohara no Mamuro (大原真室)
- Minamoto no Tōru (源融; 822-895), Tả đại thần
- Minamoto no Tsutomu (源勤; 824 - 881)
- Minamoto no Mitsuhime (源盈姫)

Nữ ngự: Một con gái của Koreyoshi no Sadamichi (惟良貞道の娘)
- Minamoto no Masaru (源勝)

Nữ ngự: Một con gái của Nagaoka no Okanari (長岡岡成の娘)
- Minamoto no Sakashi (?) (源賢)

Nữ ngự: Một con gái của Ki tộc (紀氏の娘)
- Minamoto no Sarahime (源更姫)

Nữ ngự: Kura no Kageko (内蔵影子)
- Minamoto no Kamihime (源神姫)
- Minamoto no Katahime (?) (源容姫)
- Minamoto no Agahime (源吾姫)

Nữ ngự: Kannabi no Iseko (甘南備伊勢子)
- Minamoto no Koehime (源声姫)

Nữ ngự: Tachibana no Haruko (橘春子)
Nữ ngự: Ōnakatomi no Mineko (大中臣峯子)
(Không rõ mẹ đẻ)
- Minamoto no Tsugu (?) (源継)
- Minamoto no Yoshihime (源良姫)
- Minamoto no Toshihime (源年姫)